# C*-algèbre
Pour les articles homonymes, voir Algèbre (homonymie).
En mathématiques, une C*-algèbre (complexe) est une algèbre de Banach involutive, c’est-à-dire un espace vectoriel normé complet sur le corps des complexes, muni d'une involution notée {\displaystyle *}, et d'une structure d'algèbre complexe. Elle est également nommée algèbre stellaire. Les C*-algèbres sont des outils importants de la géométrie non commutative. Cette notion a été formalisée en 1943 par Israel Gelfand et Irving Segal.
Les algèbres stellaires sont centrales dans l'étude des représentations unitaires de groupes localement compacts.

## Définition
Une algèbre stellaire A est une algèbre de Banach complexe :
- munie d'une involution{\displaystyle *:A\rightarrow A:x\mapsto x^{*}}{\displaystyle (x+\lambda y)^{*}=x^{*}+{\bar {\lambda }}y^{*};(xy)^{*}=y^{*}x^{*};(x^{*})^{*}=x}pour tous x, y dans A et tout complexe λ ;
- telle que la norme et l'involution sont liées par {\displaystyle \|xx^{*}\|=\|x\|^{2}} pour tout x dans A.

Par la seconde condition, {\displaystyle \|x\|^{2}=\|xx^{*}\|\leq \|x\|\|x^{*}\|} et donc, par symétrie, on obtient :
Un *-homomorphisme est un morphisme d'algèbres involutives. Il vérifie en particulier
Cette définition — pourtant purement algébrique — implique que f est automatiquement continu, et même 1-lipschitzien : voir plus loin. Si f est injectif alors c'est une isométrie. Si f est bijectif, son inverse est un *-homomorphisme ; auquel cas, f est appelé *-isomorphisme.

## Exemples
- Si X est un espace localement compact, l'algèbre involutive C0(X) des fonctions continues de X dans ℂ qui tendent vers zéro à l'infini, munie de la norme de convergence uniforme, est une C*-algèbre commutative. Lorsque X est compact, C0(X) est donc simplement l'algèbre (unitaire) des fonctions continues de X dans ℂ. Lorsque X n'est pas compact, C0(X) n'a pas d'unité mais seulement une unité approchée, dont l'existence résulte du théorème de Tietze-Urysohn.
- Si H désigne un espace de Hilbert, toute sous-algèbre fermée pour la norme d'opérateurs de l'algèbre des opérateurs bornés sur H est une C*-algèbre, a priori non commutative.

## Spectre des éléments d'une C*-algèbre
Tout comme pour les opérateurs dans un espace de Hilbert, on peut définir le spectre des éléments d'une C*-algèbre. Le spectre de x est l'ensemble de ses valeurs spectrales :
{\displaystyle \sigma (x)=\{\lambda \in \mathbb {C} \mid x-\lambda 1~{\text{n'est pas inversible}}\}}.
Cette définition suppose que l'algèbre contenant x ait une unité. Cependant, si ce n'est pas le cas, on peut toujours définir le spectre en adjoignant une unité à l'algèbre.
Pour tout élément x normal dans une C*-algèbre (à la différence des *-algèbres de Banach), la norme de x est égale à son rayon spectral :
{\displaystyle \|x\|=\sup\{|\lambda |\mid \lambda \in \sigma (x)\}.}
Ceci s'applique en particulier pour tout x autoadjoint, par exemple pour x = yy*, dont la norme est le carré de celle de y. Ainsi la structure algébrique détermine la norme (et donc la topologie). C'est cette propriété qui fait que les *-morphismes (resp. injectifs) sont automatiquement continus (resp. isométriques).

## Classification des C*-algèbres commutatives
Une C*-algèbre commutative A est isométriquement isomorphe à C0(X) où X est localement compact, et même compact si A a une unité. L'isomorphisme est construit via la transformée de Gelfand, et passe par l'étude des caractères de l'algèbre A.

## Le calcul fonctionnel continu
Si x est un élément normal d'une C*-algèbre A (c’est-à-dire commutant à son adjoint), alors il existe un *-isomorphisme isométrique entre l'algèbre des fonctions continues sur le spectre σ(x) de x et la sous-C*-algèbre de A engendrée par x et 1. Autrement dit, pour toute f continue sur σ(x), on peut définir f(x) de manière unique, comme un élément de A. Ce calcul fonctionnel prolonge le calcul fonctionnel polynomial, et σ(f(x)) = f(σ(x)) (théorème spectral).

## La construction GNS
On doit à Gelfand, Naimark et Segal la construction (en) d'un isomorphisme isométrique (ou représentation fidèle) entre toute C*-algèbre, et une sous-algèbre fermée de l'algèbre des opérateurs sur un certain espace de Hilbert (que l'on construit en même temps que l'isomorphisme). La théorie des C*-algèbres peut donc se ramener à la théorie des opérateurs sur les espaces de Hilbert.

## Remarques
Le fait que les C*-algèbres commutatives sont des algèbres de fonctions permet de penser la théorie des C*-algèbres comme une théorie des fonctions non commutatives. Mais comme l'étude des fonctions continues sur un espace compact est équivalente à l'étude de la topologie de cet espace (par le théorème de Banach-Stone), on donne plus volontiers à l'étude des C*-algèbres le nom de topologie non commutative (en).